# Sigfred
Sigfred ou Siegfried Ier  est un roi des Danois de la fin du VIIIe siècle, attesté de 777 à 798, contemporain de Charlemagne.

## Éléments biographiques
Ce roi des Danois est, comme d'ailleurs ses successeurs immédiats, ignoré des historiens médiévaux danois, notamment par Saxo Grammaticus dans sa Gesta Danorum. Il reste un quasi inconnu dont nous ne connaissons ni la date d'avènement, ni celle de sa mort. Il semble qu'il soit le successeur d'Harald roi des Danois
Son existence est cependant attestée par les Annales regni Francorum, dans lesquelles il est mentionné trois fois :
- en 777 parce qu'il donne refuge  à Witikind, un des chefs de la rébellion saxonne contre Charlemagne[1] ;
- en 782 : ses envoyés sont entendus par le roi des Francs lors d'un entretien qui a lieu près des sources de la Lippe[2], puis congédiés ;
- en 798 : les annales signalent que « Godschald que le roi avait envoyé peu de temps auparavant comme ambassadeur vers Siegfried roi du Danemark est massacré par les Saxons de nouveau en révolte »[3].

L'étude dendrochronologique des sections du Danevirke révèle que de nouvelles parties sont érigées durant son règne. Le territoire de son royaume est encore très débattu, certains la considèrent limitée au Jutland et à la Fionie quand d'autres l'étendent au Vestfold et à la Scanie.